# Amedeo Storace
Amedeo Storace (fl. XX secolo) è stato un calciatore italiano, di ruolo attaccante.

## Carriera
Con la Sampierdarenese disputa in totale 10 gare del campionato di Prima Categoria 1920-1921.
Giocò con la maglia dell'Esperia.